# Grumman LLV

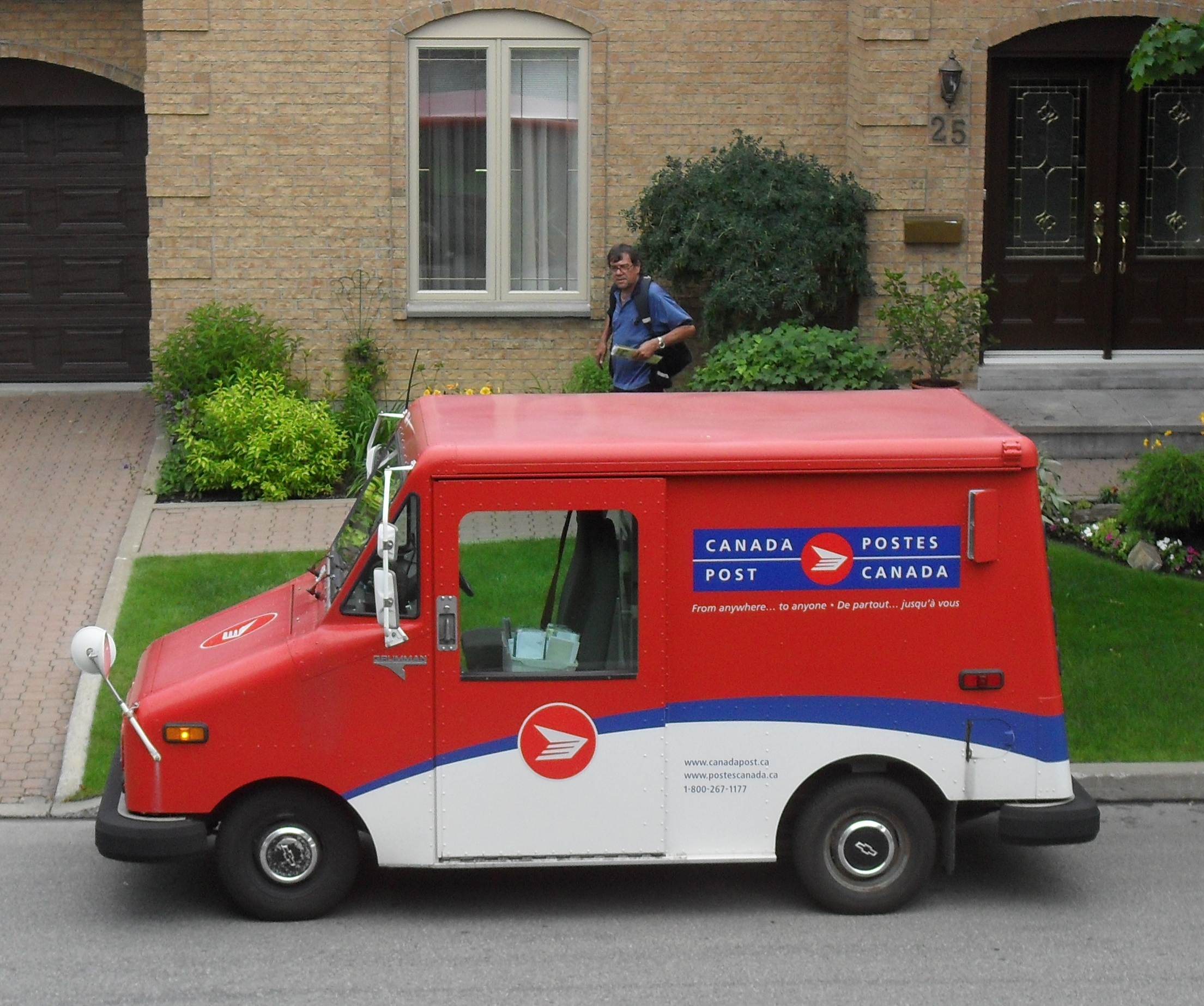
Une camionnette Grumman LLV de Postes Canada, à Montréal.

Le Grumman Long Life Vehicle (LLV) est une camionnette postale conçue par l'avionneur américain Grumman. Elle est utilisée par Postes Canada et le United States Postal Service, le service postal des États-Unis.
Sa fabrication a débuté en 1986, le Grumman LLV devant remplacer l'ancienne flotte de Jeep DJ-5 de la poste américaine. Le Gruman LLV est le premier véhicule spécialement affecté à la distribution du courrier, et non adapté d'un véhicule de série existant. L'une des particularités du Grumman LLV est la position du conducteur à droite, contraire au sens de la circulation en vigueur au Canada et aux États-Unis, ceci pour faciliter le dépôt du courrier et des colis dans les boîtes aux lettres. Les autres particularités du véhicule sont un très fort angle de braquage, une boîte de vitesses à trois rapports et à faible développement, adapté au transport d'importantes charges. La charge maximale de transport du Grumman LLV est de 1 000 livres, soit environ 450 kilogrammes.